# Prezidentas Smetona (1917)
Prezidentas Smetona byla minolovka litevského námořnictva. Původně byla postavena jako německá minolovka M59. Německé císařské námořnictvo ji nasadilo do první světové války. Roku 1927 plavidlo zakoupilo litevské námořnictvo. Po okupaci země Sovětským svazem roku 1940 byla využívána sovětským námořnictvem. Byla nasazena ve druhé světové válce. Roku 1945 se potopila na mině.

## Stavba
Německá minolovka M59 byla postavena loděnicí Seebeck v Geestemünde. Její kýl byl založen roku 1916, dne 31. října 1917 byla spuštěna na vodu a v listopadu 1917 byla přijata do služby.

## Konstrukce
Plavidlo bylo vyzbrojeno dvěma 105mm kanóny. Mohlo nést minolovné vybavení, nebo až 30 min. Pohonný systém tvořily dva kotle a parní stroj o výkonu 1750 hp, pohánějící dva lodní šrouby. Nejvyšší rychlost dosahovala 16 uzlů. Dosah byl 2000 námořních mil při rychlosti 14 uzlů.

## Služba
Německé císařské námořnictvo nasadilo minolovku M59 do operací první světové války na Baltu. V červenci 1927 byla zakoupena Litvou a zařazena do litevského námořnictva jako Prezidentas Smetona. Roku 1934 byla přejmenována na Anastas[zdroj⁠?!] a roku 1940 na Primunas. Litevské námořnictvo zaniklo po sovětské okupaci pobaltských států roku 1940. Plavidlo bylo začleněno do sovětského námořnictva. Dostalo nové jméno Otličnik a později Korall. Dne 11. ledna 1945 se ve Finském zálivu potopila na mině.